# سارة إيوينغ هال
سارة إيوينغ هال (بالإنجليزية: Sarah Ewing Hall)‏ هي مقالاتية وكاتِبة وشاعرة أمريكية، ولدت في 1761 في فيلادلفيا في الولايات المتحدة، وتوفيت في 1830.